# Macuspana
Macuspana är en ort i Mexiko.   Den ligger i kommunen Macuspana och delstaten Tabasco, i den sydöstra delen av landet, 700 km öster om huvudstaden Mexico City. Macuspana ligger 12 meter över havet och antalet invånare är 30 409.
Terrängen runt Macuspana är huvudsakligen platt, men söderut är den kuperad. Runt Macuspana är det ganska tätbefolkat, med 67 invånare per kvadratkilometer. Macuspana är det största samhället i trakten. Trakten runt Macuspana består till största delen av jordbruksmark.